# Redoute de Montfaucon
Pour les articles homonymes, voir Montfaucon.
 (septembre 2015).
Si vous disposez d'ouvrages ou d'articles de référence ou si vous connaissez des sites web de qualité traitant du thème abordé ici, merci de compléter l'article en donnant les références utiles à sa vérifiabilité et en les liant à la section « Notes et références ».
La redoute de Montfaucon est une fortification de la fin du XIXe siècle appartenant au camp retranché de Besançon, dans le département du Doubs. Du fait de la construction ultérieure d'un fort 400 mètres au nord-est (fort de Montfaucon), elle est parfois désignée comme le « vieux fort ».

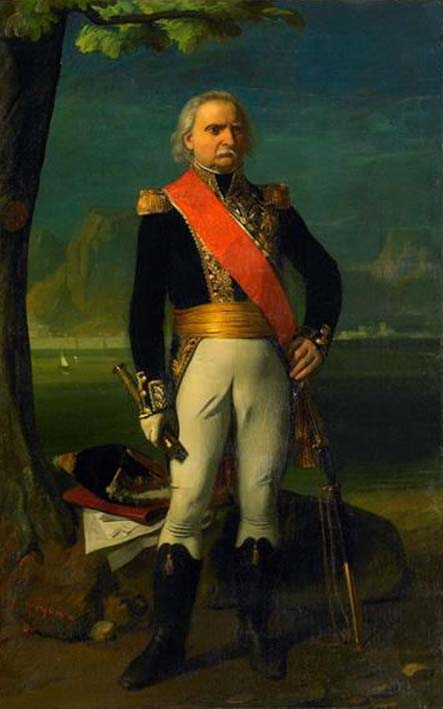
Général Donzelot

Lorsque le général Georges Boulanger décréta en 1887 l'attribution d'un patronyme de militaires aux fortifications et casernes de France, la redoute fut baptisée fort Donzelot, en hommage au général de division François-Xavier Donzelot, né à Mamirolle, village voisin de la commune de Montfaucon.

## Histoire
Le premier camp retranché de Besançon est construit hâtivement durant la guerre franco-allemande de 1870. Il se compose de six redoutes, deux fortins et cinq batteries implantées sur les points hauts entourant directement l'agglomération. L'une des redoutes, située sur la commune de Montfaucon, est érigée en bord de falaise au "signal de Montfaucon" à 613 m d'altitude. Elle domine  la plaine de Thise et le premier plateau.
Les  fossés originels de cette redoute, encore visibles aujourd'hui, restent le témoignage le plus poignant de cette période, car ils ont été creusés en plein rocher par des conditions hivernales particulièrement rigoureuses cet hiver-là : neige mais surtout températures souvent inférieure à −20 °C et bise.
Les bataillons de sapeurs constitués avec des mobiles de la Loire (des mineurs dans le civil), et des mobilisés de la Haute-Saône qui ont été chargés des travaux se révéleront d'une grande efficacité, car ils n'auraient mis que 12 jours pour creuser ces fossés.
Après la défaite française et le retrait des armées allemandes, le général Séré de Rivières lança son programme national de défense des frontières comprenant notamment la création de camps retranchés autour des principales places de l'Est de la France. Ceci se concrétisera sur Besançon par la construction ou le remaniement entre 1872 et 1880 de dix forts (dont le "fort neuf"), et sept batteries. La redoute de Montfaucon est conservée et complétée en 1872 par un casernement puis en 1885-1886 par un magasin à poudre.

## Présentation
La redoute est terrassée à la hâte durant l'hiver 1870-1871 afin d'accueillir 24 pièces d'artillerie. On l'entoure d'un fossé de quatre à six mètres de section constitué de cinq tronçons rectilignes d'une longueur totale de 320 m avec chemin couvert, la face Nord-Ouest en bord de falaise en étant dépourvue. Compte tenu de l'urgence, ces fossés ne sont pas flanqués par de l'artillerie. On creuse une citerne et un chemin stratégique est aménagé. Partant de  Morre, le chemin rejoignait directement le vieux village de Montfaucon, et  aboutissait à la redoute au niveau de l'actuel belvédère après avoir longé la falaise.
En 1872, une caserne à l'épreuve, longue de 26 m composée de cinq chambrées est construite dans la partie Nord-Est  ainsi que deux traverses dont une avec abri. Au Sud-Ouest, peu après l'entrée, un bâtiment du temps de paix vient compléter le casernement. L'armement est  fixé à six mortiers et cinq canons-révolver, toutefois on n'aménagera pas de coffres pour flanquer les fossés.
Ce n'est qu'en 1885-1886 qu'un magasin à poudre et son annexe seront implantés dans la partie centrale, permettant de stocker 55 tonnes de poudre. Ce local plus petit mais du même type que celui du fort de Montfaucon, n'était pas à l'épreuve des obus chargés à la mélinite qui apparaîtront à cette époque.
À l'extérieur de la redoute, entre elle et le fort neuf dont la construction débute en 1874, se trouvaient  deux hangars d'artillerie (communs aux deux forts), ainsi qu'une mare (réserve d'eau) bordée de deux bâtiments aménagés en écurie et remise. L'accès à la redoute sera modifié lors de l'aménagement de la partie terminale du chemin stratégique du fort neuf qui longe la base de la falaise. À partir de l'arrivée au fort du chemin, un embranchement  en bordure de falaise rejoint le front Est de la redoute.
Contrairement aux autres fortifications de 1870 (sauf celles des Buis), la redoute a été conservée, puis complétée et maintenue en état opérationnel jusqu'à la Première Guerre mondiale alors  qu'un puissant fort de ceinture se trouvait à proximité immédiate. Avec celui-ci et trois batteries complémentaires, elle constituera ce qu'il est convenu d'appeler le môle défensif de Montfaucon.

## Visite
Lorsque l'armée se dessaisit de l'ouvrage dans les années 1950, c'est TDF qui se porte acquéreur du fait de la position haute de ce lieu proche de Besançon et dominant le premier plateau. Une tour hertzienne de France Telecom, aujourd'hui désaffectée, côtoie  un pylône de 78 m équipé de multiples antennes et relais de télédiffusion et plusieurs bâtiments techniques.
Le site, privé et stratégique, n'est pas ouvert à la visite.

## La redoute hier et aujourd'hui

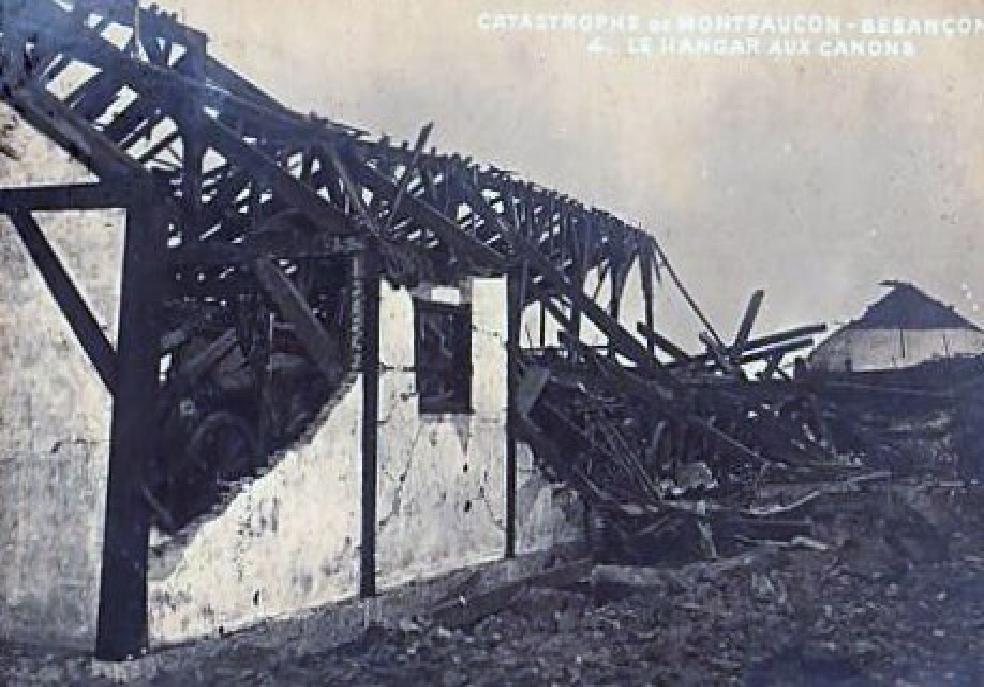
Hangars d'artillerie détruits par l'explosion de 1906.

En dehors de son rôle dissuasif lors du blocus de Besançon en 1871, la redoute n'eut pas à assurer d'actions défensives.
Les fossés nous sont parvenus dans un état proche de celui d'origine. Par contre, les divers bâtiments situés entre les deux forts (neuf et vieux) ont disparu après la Seconde Guerre mondiale, une partie d'entre eux ayant déjà été soufflés lors de l'explosion du fort neuf en 1906. Les tour, pylône et locaux de télécommunications et télédiffusion se sont insérés entre le bâtiment temps de paix et le magasin à poudre dont seule l'annexe a dû être déconstruite.